# Anthospermum villosicarpum
Anthospermum villosicarpum är en måreväxtart som först beskrevs av Bernard Verdcourt, och fick sitt nu gällande namn av Christian Puff. Anthospermum villosicarpum ingår i släktet Anthospermum och familjen måreväxter. Inga underarter finns listade i Catalogue of Life.